# Winsford (Somerset)
Winsford is een civil parish in het bestuurlijke gebied Somerset West and Taunton, in het Engelse graafschap Somerset met 321 inwoners.

## Geboren
- Ernest Bevin (1881-1951), vakbondsleider en politicus
- Richard Fox (1960), kanovaarder

## Galerij

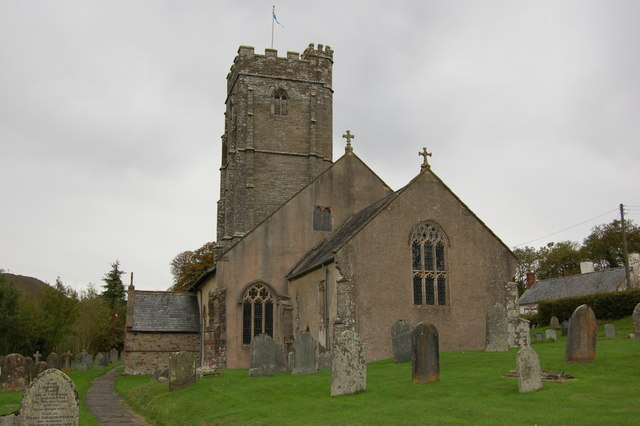
Kerk in Winsford